# Campeonato Africano de Atletismo de 2018 - 200 m feminino
A prova dos 200 metros feminino do Campeonato Africano de Atletismo de 2018 foi disputada entre os dias 4 e 5 de agosto, no Estádio Stephen Keshi,  em  Asaba,  na Nigéria. 

## Recordes
Antes desta competição, os recordes mundiais e do campeonato nesta prova eram os seguintes:
|                       | Nome                     | Nacionalidade  | Tempo  | Local   | Data                   |
| --------------------- | ------------------------ | -------------- | ------ | ------- | ---------------------- |
| Recorde mundial       | Florence Griffith Joyner | Estados Unidos | 21s 34 | Seul    | 29 de setembro de 1988 |
| Recorde do campeonato | Falilat Ogunkoya         | Nigéria        | 22s 22 | Dakar   | 22 de agosto de 1998   |
| Recorde africano      | Blessing Okagbare        | Nigéria        | 22s 04 | Abilene | 24 de março de 2018    |

## Medalhistas
| Ouro                     | Prata                          | Bronze               |
| Marie-Josée Ta Lou (CIV) | Germaine Abessolo Bivina (CMR) | Janet Amponsah (GHA) |

## Cronograma
Todos os horários são locais (UTC+1). 
| Data        | Hora  | Evento    |
| ----------- | ----- | --------- |
| 4 de agosto | 09:30 | Bateria   |
| 4 de agosto | 17:40 | Semifinal |
| 5 de agosto | 17:45 | Final     |

## Resultados

### Bateria
Qualificação: 4 atletas de cada bateria (Q) mais os 4 melhores qualificados (q).
Vento:
Bateria 1: ? m/s, Bateria 2: -0.5 m/s, Bateria 3: -0.4 m/s, Bateria 4: -0.3 m/s, Bateria 5: ? m/s 
| Posição | Bateria | Atleta                   | Nacionalidade             | Tempo | Notas |
| ------- | ------- | ------------------------ | ------------------------- | ----- | ----- |
| 1       | 1       | Germaine Abessolo Bivina | Camarões                  | 23.54 | Q     |
| 2       | 5       | Janet Amponsah           | Gana                      | 23.66 | Q     |
| 3       | 5       | Natacha Ngoye Akamabi    | República do Congo        | 23.73 | Q     |
| 4       | 1       | Millicent Ndoro          | Quênia                    | 23.74 | Q     |
| 5       | 5       | Gina Bass                | Gâmbia                    | 23.78 | Q     |
| 6       | 3       | Halutie Hor              | Gana                      | 23.83 | Q     |
| 7       | 4       | Marie-Josée Ta Lou       | Costa do Marfim           | 23.94 | Q     |
| 8       | 3       | Scovia Ayikoru           | Uganda                    | 24.00 | Q     |
| 9       | 1       | Praise Idamadudu         | Nigéria                   | 24.04 | Q     |
| 10      | 1       | Adeline Gouenon          | Costa do Marfim           | 24.24 | Q     |
| 11      | 3       | Tamzin Thomas            | África do Sul             | 24.28 | Q     |
| 12      | 4       | Margaret Barrie          | Serra Leoa                | 24.39 | Q     |
| 13      | 1       | Leni Shida               | Uganda                    | 24.44 | q     |
| 14      | 2       | Hellen Syombua           | Quênia                    | 24.48 | Q     |
| 15      | 3       | Marian Bance             | Burquina Fasso            | 24.66 | Q     |
| 16      | 5       | Mariama Mamoudou Ittatou | Níger                     | 24.69 | Q     |
| 17      | 5       | Jolene Jacobs            | Namíbia                   | 24.69 | q     |
| 18      | 5       | Emefa Juliette Bouley    | Togo                      | 24.82 | q     |
| 19      | 4       | Souliatou Saka           | Benim                     | 24.99 | Q     |
| 20      | 1       | Eveline Sanches          | Cabo Verde                | 25.04 | q     |
| 21      | 3       | Suzanne Toti             | Costa do Marfim           | 25.20 |       |
| 22      | 4       | Ndeye Arame Toure        | Senegal                   | 25.21 | Q     |
| 23      | 1       | Faith Dube               | Zimbabwe                  | 25.24 |       |
| 24      | 4       | Irene Bell Bonong        | Camarões                  | 25.39 |       |
| 25      | 4       | Eunice Kadogo            | Quênia                    | 25.54 |       |
| 26      | 2       | Hafsatu Kamara           | Serra Leoa                | 25.56 | Q     |
| 27      | 2       | Seada Siraj              | Etiópia                   | 25.78 | Q     |
| 28      | 2       | Dorcas Ndoye Nzafa       | República Centro-Africana | 26.46 | Q     |
| 29      | 2       | Hortense Noudjilar       | Chade                     | 27.76 |       |
| 30      | 1       | Phumlile Ndzinisa        | Essuatíni                 | DNS   |       |
| 30      | 2       | Persis William-Mensah    | Gana                      | DNS   |       |
| 30      | 2       | Rosemary Chukwuma        | Nigéria                   | DNS   |       |
| 30      | 3       | Tjipekapora Herunga      | Namíbia                   | DNS   |       |
| 30      | 3       | Bassant Hemida           | Egito                     | DNS   |       |
| 30      | 3       | Blessing Okagbare        | Nigéria                   | DNS   |       |
| 30      | 4       | Debekang Blandine        | Chade                     | DNS   |       |

### Semifinal
Qualificação: 2 atletas de cada bateria  (Q) mais os  2 melhores qualificados (q). 
Vento:
Bateria 1: +0.1 m/s, Bateria 2: +0.2 m/s, Bateria 3: +0.1 m/s
| Posição | Bateria | Atleta                   | Nacionalidade             | Tempo | Notas |
| ------- | ------- | ------------------------ | ------------------------- | ----- | ----- |
| 1       | 1       | Marie-Josée Ta Lou       | Costa do Marfim           | 23.34 | Q     |
| 2       | 2       | Janet Amponsah           | Gana                      | 23.55 | Q     |
| 3       | 1       | Gina Bass                | Gâmbia                    | 23.65 | Q     |
| 4       | 1       | Halutie Hor              | Gana                      | 23.71 | q     |
| 5       | 3       | Natacha Ngoye Akamabi    | República do Congo        | 23.72 | Q     |
| 6       | 2       | Scovia Ayikoru           | Uganda                    | 23.76 | Q     |
| 7       | 3       | Germaine Abessolo Bivina | Camarões                  | 23.78 | Q     |
| 8       | 3       | Praise Idamadudu         | Nigéria                   | 23.92 | q     |
| 9       | 3       | Millicent Ndoro          | Quênia                    | 24.24 |       |
| 10      | 1       | Leni Shida               | Uganda                    | 24.36 |       |
| 10      | 2       | Hellen Syombua           | Quênia                    | 24.36 |       |
| 12      | 1       | Adeline Gouenon          | Costa do Marfim           | 24.41 |       |
| 13      | 2       | Marian Bance             | Burquina Fasso            | 24.45 |       |
| 14      | 2       | Souliatou Saka           | Benim                     | 24.46 |       |
| 15      | 3       | Ndeye Arame Toure        | Senegal                   | 24.65 |       |
| 16      | 2       | Emefa Juliette Bouley    | Togo                      | 24.75 |       |
| 17      | 2       | Hafsatu Kamara           | Serra Leoa                | 25.01 |       |
| 18      | 3       | Mariama Mamoudou Ittatou | Níger                     | 25.10 |       |
| 19      | 3       | Eveline Sanches          | Cabo Verde                | 25.45 |       |
| 20      | 1       | Seada Siraj              | Etiópia                   | 26.04 |       |
| 21      | 2       | Dorcas Ndoye Nzafa       | República Centro-Africana | 26.72 |       |
| 22      | 1       | Margaret Barrie          | Serra Leoa                | DNS   |       |
| 22      | 1       | Jolene Jacobs            | Namíbia                   | DNS   |       |
| 22      | 3       | Tamzin Thomas            | África do Sul             | DNS   |       |

### Final
Vento: +0.1 m/s
| Posição           | Raia | Atleta                   | Nacionalidade      | Tempo | Notas |
| ----------------- | ---- | ------------------------ | ------------------ | ----- | ----- |
| Medalha de ouro   | 6    | Marie-Josée Ta Lou       | Costa do Marfim    | 22.50 |       |
| Medalha de prata  | 7    | Germaine Abessolo Bivina | Camarões           | 23.36 |       |
| Medalha de bronze | 3    | Janet Amponsah           | Gana               | 23.38 |       |
| 4                 | 4    | Gina Bass                | Gâmbia             | 23.40 |       |
| 5                 | 2    | Halutie Hor              | Gana               | 23.49 |       |
| 6                 | 5    | Natacha Ngoye Akamabi    | República do Congo | 23.63 |       |
| 7                 | 8    | Scovia Ayikoru           | Uganda             | 23.66 |       |
| 8                 | 1    | Praise Idamadudu         | Nigéria            | 23.79 |       |

Legenda
| Recorde mundial       | Recorde mundial (World record)               |                       | Recorde africano                      | Recorde africano (African) |                                           | Q | Classificado por posição (Qualified) |
| Recorde do campeonato | Recorde do campeonato (Championship record)  | Recorde da América    | Recorde da América (Americas)         | q                          | Classificado por melhor tempo (Qualified) |   |                                      |
| Melhor marca do ano   | Melhor marca do ano (World leading)          | Recorde asiático      | Recorde asiático (Asian)              | DNS                        | Não largou (Did not start)                |   |                                      |
| Recorde nacional      | Recorde nacional (National record)           | Recorde europeu       | Recorde europeu (European)            | DNF                        | Não terminou (Did not finish)             |   |                                      |
| Recorde pessoal       | Recorde pessoal do atleta (Personal best)    | Recorde da Oceania    | Recorde da Oceania (Oceania)          | DSQ / DQ                   | Desclassificado (Disqualified)            |   |                                      |
| Recorde da temporada  | Recorde da temporada do atleta (Season best) | Recorde sul-americano | Recorde sul-americano (South America) | NM                         | Sem marca (No mark)                       |   |                                      |